# Aerofilia
L'aerofilia o aerofilatelia è il collezionismo di oggetti postali trasportati per via aerea. Da non confondersi con il collezionismo di storia postale o con la filatelia, l'aerofilia si sviluppa parallelamente come collezionismo autonomo pur avendo molti punti in comune sia con la storia postale, là dove ha come oggetti di interesse i documenti viaggiati per posta aerea, che con la filatelia, dove il punto di incontro è lo studio dei francobolli. Caratteristica saliente dell'aerofilia è l'interesse per le conoscenze storiche e tecniche dell'aeronautica. 

Aerogramma emesso dall'Islanda nel 1933 durante la Crociera Nord Atlantica del Generale Italo Balbo

## Il collezionismo aerofilatelico
I metodi di conservazione adottati dall'aerofilia sono del tutto simili a quelli usati normalmente in filatelia. In genere chi si interessa all'aerofilia ha seguito un percorso ragionato che ne ha fatto sviluppare la passione. Solitamente il collezionista interessato proviene dalla filatelia ma ha iniziato ad appassionarsi all'aeronautica oppure da appassionato di aeronautica ha iniziato ad interessarsi di filatelia. La complessità di comprensione per entrambe le materie (quella filatelica e quella aeronautica) richiede uno sforzo considerevole e tale da lasciar presupporre che la padronanza della materia si acquisisca solo dopo un notevole periodo di frequentazione.
In Italia l'aerofilatelia come hobby è relativamente recente mentre in Francia, Inghilterra, Svizzera, Germania e Stati Uniti
ha una storia più consolidata. La più antica associazione di aerofilatelia è l'American Air Mail Society; già attiva dal 1923 e soci in tutto il mondo. Questa associazione cura un periodico chiamato "The airpost Journal" consultabile anche on-line. La più antica rivista aerofilatelica è però considerata la "The aero Field", stampata dal 1926 in Inghilterra. La prima associazione italiana è nata solo nel 1958 a Milano con il nome di AIDA (Associazione Italiana Di Aerofilia). Esiste poi un organismo internazionale che riunisce in federazione tutte le associazioni esistenti: la Federation Internationale des Société Aérophilateliques; meglio nota come F.I.S.A.

## Gli oggetti del collezionismo
L'oggetto di principale interesse per l'aerofilia è "l'aerogramma" ovvero il documento postale trasportato per via aerea che tuttavia non rappresenta il solo oggetto trovante posto in una collezione aerofilatelica. Altri oggetti di interesse sono:
- Francobolli di posta aerea. Rappresentano la più antica forma aerofilatelica[1].
- Manifesti e volantini. Spesso usati per propagandare manifestazioni aeree o per celebrare voli pionieristici.
- Francobolli a tema aeronautico. Interessanti indipendentemente dall'essere riservati alla posta aerea per poter sviluppare un tema specifico sul volo o quando intendono commemorare un anniversario aeronautico.
- Aerogrammi dei primi voli. Comprende la più ricercata gamma di oggetti ed è formata da buste, cartoline o interi postali trasportati per via aerea nei primi voli di collegamento tra due località di una nazione o di nazioni differenti.
- Aerogrammi per voli speciali. Sono dispacci postali trasportati con voli speciali come ad esempio i raid aerei o le crociere aeree.
- Annulli aeronautici. Anche se spesso sono parte integrante degli aerogrammi esistono casi in cui gli annulli non siano stati apposti su documenti trasportati per via aerea se pure dedicati al volo a all'aeronautica.
- Etichette di posta aerea. Sono in genere distinte in due categorie: quelle di servizio per la posta e quelle preparate privatamente dalle compagnie aeree.
- Giornali trasportati per via aerea. A volte contengono diciture particolari ed i più antichi risalgono agli ultimi decenni del 1800.

Normalmente tali oggetti vengono raccolti suddividendoli per stati emittenti ma alcuni collezionisti usano suddividere la loro collezione in base alle rotte aeree formando così raccolte di voli nazionali, internazionali, intercontinentali e transoceanici.

## L'aerogramma
Il documento postale volato prende nome di "aerogramma" ed è senza dubbio il più importante oggetto dell'aerofilia. Elementi dell'aerogramma sono: la busta, i francobolli, gli annulli, i timbri e le etichette di servizio. La busta può essere di fabbricazione privata o preparata appositamente per un determinato volo da un ente promotore che talvolta coincide con la compagnia aerea organizzatrice. I francobolli testimoniano la tariffa postale richiesta e possono essere di posta aerea o di posta ordinaria oppure di una mescolanza dei due tipi. L'annullo sui francobolli reca sempre la data di partenza ed è quindi una prova fondamentale dell'evento aeronautico. I timbri, detti anche "cachet", in genere riportano diciture inerenti al volo come ad esempio la scritta "primo volo". In occasioni speciali gli aerogrammi sono firmati dai piloti. Un tipo particolare di aerogramma è quello detto "crash cover" in quanto costituisce una prova di un'interruzione di volo determinata da un incidente aereo. Sui crash cover possono essere visibili tracce di bruciatura in caso di incendio o tracce di permanenza in acqua nel caso di ammaraggio.

## Precursori
I primi documenti che fanno esplicito riferimento al volo risalgono al 1500, anche se tale termine era inteso come sinonimo di urgenza, si può già configurare l'aspirazione umana al volo. In tali documenti, che sono lettere mercantili viaggiate nel nord Italia, è di fatto riportato il termine "volando" per indicare alle staffette di recapitare le missive con la massima urgenza.

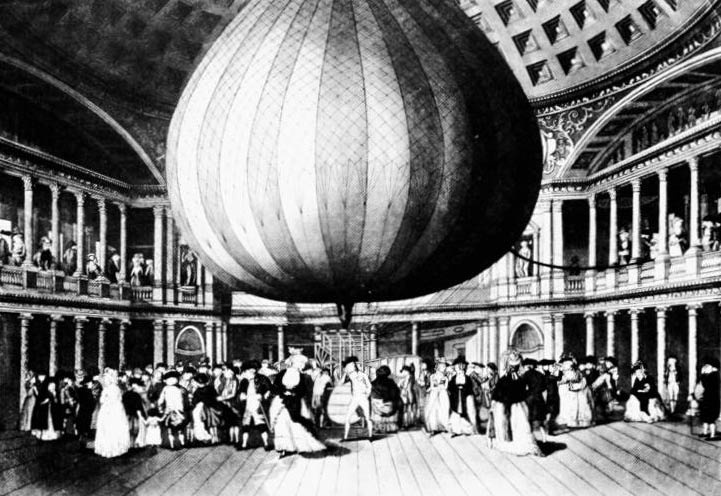
Esibizione di Lunardi al Pantheon, Oxford Street

Nel 1784 si ebbe il primo vero volo con trasporto di messaggi. L'americano John Jeffries, alla guida di un pallone aerostatico, lanciò su Londra alcuni volantini portanti messaggi di pace.
Nello stesso anno l'italiano Vincenzo Lunardi nel corso di un'ascensione con il suo pallone, alla presenza del Principe di Galles, per un errore di manovra precipitò causando la morte di uno spettatore. Profondamente scosso dall'episodio e criticato negativamente dall'opinione pubblica, decise di ripetere l'esperimento nel 1786 ed a titolo di profondo rammarico lancio dal pallone un messaggio di condoglianze. I due episodi fecero scuola e molti altri aeronauti effettuarono lanci di messaggi perché venissero raccolti dalla folla come ricordo della loro ascensione. Molti contenevano sonetti espressamente composti per la circostanza.
Nel 1858 l'americano John Wise trasportò sul pallone "Jupiter" 123 lettere. da Lafayette (Indiana) a New York. Tutte le lettere erano affrancate con un valore da 3 centesimi e contenevano la scrittura manuale: "Via Ballon Jupiter". Questo rappresenta il primo trasporto aereo di posta affrancata effettuato al mondo. Delle lettere solamente una è giunta a noi ed è conservata al National Postal Museum degli Stati Uniti.
Veri tentativi occasionali di trasporto postale furono fatti nella seconda metà del 1800 tra i quali è bene annoverare quello del 16 settembre 1870, quando da Metz partì un piccolo aerostato contenente 7000 lettere. La città, trovatasi sotto assedio da parte dei Prussiani, escogitò tale trasporto postale per inviare la posta fuori dalla città.
Anche Parigi finisce sotto assedio prussiano e presto si trova a dover risolvere il problema dell'isolamento a cui è sottoposta: problema tanto più grave se si considera il ruolo di "capitale" che la città svolge. Una via praticabile viene individuata proprio in quella aerea ed il 26 settembre, dopo alcuni esperimenti, le Poste di Parigi istituiscono un vero e proprio servizio aereo di posta: il primo al mondo. I decreti che autorizzano il servizio sono due e specificano che: il peso delle lettere spedite in aerostato non deve superare i 4 grammi, l'affrancatura delle lettere è obbligatoria e la tariffa è di 20 centesimi. I palloni usati prevedono a bordo anche un equipaggio e per tale motivo vengono denominati "Ballon Montés". Molte lettere trasportate riportano quindi la scritta "par ballon montes" con la quale si richiedeva espressamente il servizio.
Nel 1877 l'americano Samuel Archer King ebbe l'idea di applicare alla corrispondenza trasportata sui palloni una vignetta azzurra con la scritta "Ballon Postage", la raffigurazione di un aerostato ed il valore di 5 centesimi. Serviva da porto supplementare all'affrancatura con valori di posta ordinaria e rappresenta un vero precursore dei francobolli di posta aerea.
Nel 1899 la Nuova Zelanda organizzò un vero e proprio servizio di posta usando i piccioni viaggiatori. Tale metodo in realtà già abbondantemente usato, prevedeva come novità l'uso di appositi francobolli che presero il nome di pigeongrams ed una scrupolosa organizzazione dei "voli".
L'epoca dei precursori viene chiusa nel 1903 quando i fratelli Orville e Wilbur Wright realizzano il primo vero aeroplano.

## Aerofilia internazionale
Il 9 ottobre 1906 il conte Ferdinand von Zeppelin, dopo alcuni disastrosi precedenti, fu pronto per il volo di inaugurazione del suo terzo dirigibile. Contrariamente ai due precedenti tutto si risolse in un successo e per tutto il 1907 vennero effettuati numerosi voli trasportando alcuni passeggeri. Durante i voli i passeggeri presero l'abitudine di richiedere la firma del comandante sulle cartoline ufficialmente emesse per poi inviarle una volta arrivati a terra: furono precursori degli aerogrammi zeppelin che tuttora costituiscono oggetto di appassionata ricerca dell'aerofilia.
Nel 1909 l'organizzazione "Zeppelin" cominciò ad occuparsi assiduamente anche del trasporto postale e dei lanci di ricordini sulla folla. Furono quindi emesse cartoline ufficiali con fotografie del dirigibile che era ormai il sesto prodotto e perfezionato. Per annullare le cartoline furono predisposti alcuni timbri che venivano usati a bordo.

Con l'avvento dell'aeroplano inizia l'era moderna dell'aeronautica. Il primo tentativo di trasporto postale in aeroplano spetta alla Gran Bretagna ed al suo pilota Claude Grahame-White che compì il volo "Blackpool-Southport" nel 17 agosto 1910. Questo primo trasporto di posta aerea fu anche causa delle prime crash cover in quanto il volo terminò dopo poche miglia ed il sacco con la posta venne recuperato per l'inoltro via terra. Tutte le cartoline erano state predisposte per l'esperimento ed affrancate con un valore da 1/2 penny. Prima dell'inoltro furono stampigliate con un timbro rosso esplicativo del volo e recante la scritta "FIRST AERIAL MAIL". 

Uno degli aerogrammi trasportati da Londra a Windsor nel settembre del 1911

Il primo trasporto di posta compiuto con successo fu ad opera del pilota francese Henry Pequet il 18 febbraio del 1911. Il volo collegò le due città indiane di Allahabad e Naini per una distanza di 10 km e 13 minuti e 10 di volo. Con l'aeroplano furono trasportate 6 000 aerogrammi tra lettere e cartoline. Tutte le lettere portavano il timbro con la dicitura "First Aerial Post U.P. Exhibition Allahabad 1911".
Il primo trasporto di posta avvenuto con successo in Europa fu compiuto il 14 settembre da Londra a Windsor e faceva parte delle celebrazioni per l'incoronazione di Giorgio V. Nei giorni in cui il servizio era in funzione e fino al 26 settembre, da diversi piloti, furono trasportatati 125 000 aerogrammi. Le cartoline erano state appositamente approntate con l'immagine di un aereo in fase di decollo da Windsor ed i timbri portavano la scritta "FIRST UNITED KINGDOM AERIAL POST".
Nello stesso anno in America fu compiuta la prima trasvolata coast to coast ovvero da una costa all'altra del continente. Il pilota Calbraith Perry Rodgers, che riuscì nell'impresa, vinse così i 50 000 dollari messi in palio dall'editore William Randolph Hearst. Durante l'impresa il pilota trasportò anche della posta che venne affrancata con una apposita vignetta da 25 centesimi dovuti oltre l'affrancatura con un valore ordinario. Tale vignetta, sponsorizzata dalla Vin Fiz Company era stampata in nero e fu la prima a riprodurre per intero un aeroplano.
Nel giugno del 1928 l'austriaco Federico Schmidel iniziò, primo al mondo, utilizzò un razzo per il trasporto di 200 lettere. L'esperimento fu seguito da rigorosi studi di aerodinamica e balistica. Le lettere vennero affrancate con francobolli austriaci ed una particolare vignetta arancione di forma triangolare; il razzo usato fu un FS1.
Nel 1932 lo svizzero Auguste Piccard con il suo aerostato raggiunse la quota di 16 250 metri viaggiando così nella stratosfera. Nel carico trasportava 50 lettere affrancate il 17 giugno a Zurigo con francobolli svizzeri. All'atterraggio nei pressi di Mantova furono inoltrate ricevendo anche l'affrancatura italiana. Le lettere testimoniano il primo trasporto di posta aerea nella stratosfera.
Nel 1939, il 15 ottobre, lo stato di Cuba emise il primo francobollo al mondo per posta aerea via razzo. L'esemplare fu ottenuto sovrastampando con la scritta "EXPERIMENTO DEL COHETE POSTAL ANO DE 1939" un valore sa 10 c. verde e giallo.

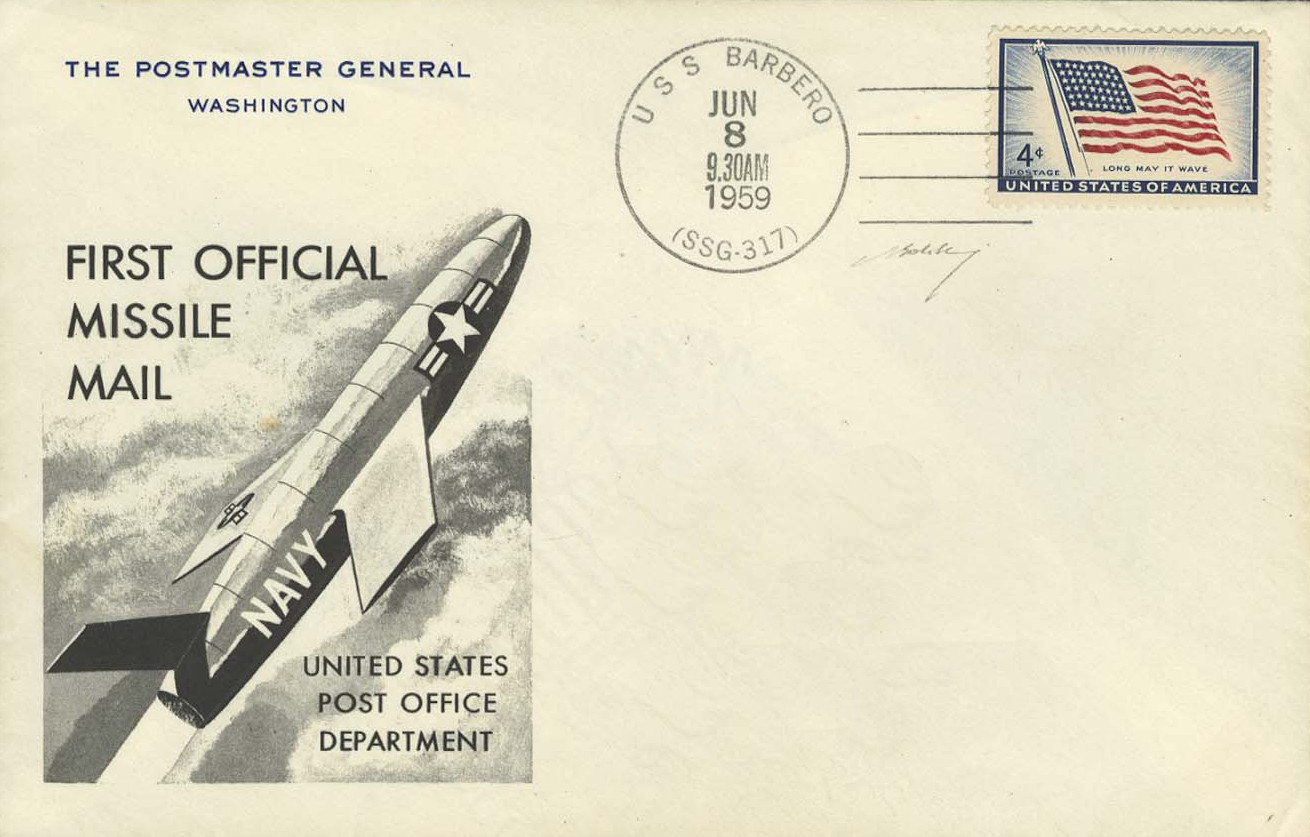
Una delle buste spedite via razzo dallo.

L'8 giugno del 1959 il sommergibile della statunitense US Navy USS Barbero lanciò un razzo Regulus dalla stazione navale di Mayport in Florida. Le testate nucleari del Regulus erano state sostituite con due contenitori dell'allora United States Post Office Department contenenti 3 000 aerogrammi. Le buste, appositamente stampigliate con l'immagine del missile, contenevano un messaggio del Direttore Generale delle Poste degli Stati Uniti invitante ad un utilizzo pacifico della tecnologia dei razzi. L'esperimento costituisce il primo esempio al mondo di uso missilistico per il trasporto aereo della posta.
Il 16 gennaio 1969, ad opera dell'Unione Sovietica avvenne il primo incontro nello spazio tra due mezzi di trasporto. Le due navicelle Sojuz 4 e Sojuz 5 si agganciarono consentendo il trasbordo da una all'altra di uomini ed oggetti provenienti dalla Terra. Tra gli oggetti vi erano anche due lettere: una privata e scritta dalla moglie dell'astronauta Vladimir Aleksandrovič Šatalov ed una ufficiale ed affrancata con un francobollo da 10 c. Šatalov fu quindi il primo uomo a ricevere corrispondenza nello spazio.
Le due lettere di Šatalov possono considerarsi l'anello di congiunzione tra l'aerofilia propriamente detta ed una nuova frontiera del collezionismo che si interessa di trasporto della posta nello spazio e che non ha un nome ancora definito ma presenta alcune caratteristiche che presuppongono un genere differente. Evidente motivo di differenza si può riconoscere nel diverso nome degli oggetti trasportati: aerogrammi in aerofilia e cosmogrammi nel collezionismo di buste viaggiate nello spazio.

## Aerofilia Italiana
I primi oggetti aerofilatelici italiani sono relativi alla "Esposizione Generale Italiana" svoltasi dall'11 aprile al 21 novembre del 1898 a Torino. Durante questa esposizione inaugurata dal Re Umberto I era in funzione una "stazione aerea" di proprietà della "Società dei Palloni Frenati". L'aerostato poteva salire fino a 500 metri e venivano effettuate ascensioni giornaliere a cui il pubblico poteva partecipare pagando un corrispettivo di 5 Lire. Nell'occasione vennero stampate due cartoline policrome da potersi compilare per i saluti se si era intenzionati a salire sul pallone. Tali cartoline erano timbrate in viola con la sigla "T.S." ed annullate con l'annullo postale di Torino. Oltre alle cartoline rientrano nella collezione aerofilatelica anche i biglietti di ingresso al Parco Aerostatico ed i biglietti di prenotazione per l'ascensione in pallone.

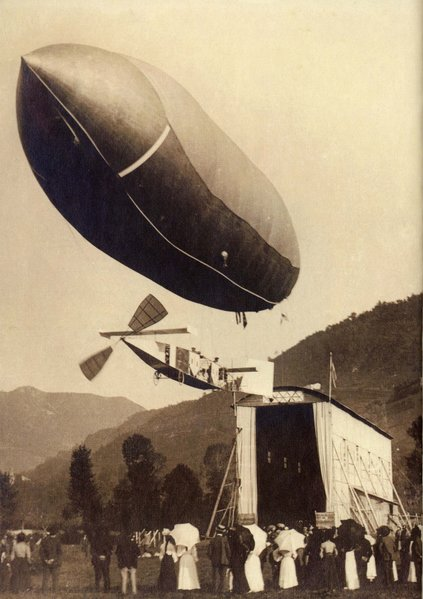
Il dirigibile "Italia"

Il 16 giugno del 1905 a Schio venne effettuato il primo volo di collaudo del dirigibile Italia. Progettato dal Conte Almerico da Schio, era lungo 37,73 m. ed aveva un diametro della sezione maestra di 7,94 m. A bordo vi erano, oltre al progettisti, il meccanico Giuseppe Bottazzi ed il pilota ten. Ettore Cianetti. Per l'occasione vennero approntate specifiche cartoline fotografiche delle quali, alcune, furono firmate dall'equipaggio. Di questo collaudo rimangono anche le relazioni del pilota su fogli di 21x31 cm.
Il 10 maggio del 1908 fu effettuata la prima gara aeronautica in occasione delle feste patronali di Asti. L'atterraggio era stabilito per Moncalieri ma le condizioni atmosferiche misero in difficoltà tutti i piloti ed alla fine vinse Mario Borsalino che atterrò dopo 42 km di volo. Le cartoline appositamente stampate riportavano la scritta "Feste Patronali di S. Secondo - Gara Aeronautica".
Nel settembre del 1911 venne effettuato il primo vero volo postale italiano. L'occasione si presentò durante l'esecuzione del circuito aereo Bologna-Venezia-Rimini, organizzato da Il Resto del Carlino in collaborazione con il Petit Journal di Parigi. Alla competizione vi era un solo italiano iscritto: Achille Dal Mistro. Il pilota italiano si era brevettato da pochi mesi alla scuola francese "Deperdussin" ed arrivò a Bologna privo del mozzo dell'elica. L'incidente lo fece partire fuori orario e sotto la sua responsabilità ma il direttore delle Poste di Bologna gli affidò un sacco di corrispondenza per Venezia. All'arrivo, Dal Mistro fu costretto ad un atterraggio di fortuna nel Lido, ma riuscì a consegnare l'itera corrispondenza all'ispettore veneziano che dopo aver apposto il timbro di arrivo usando quello a disposizione dell'Hotel Excelsior" procedette con il recapito delle missive. Ad oggi sono noti solo cinque esemplari di cui una lettera è conservata al British Museum di Londra.
Il 22 maggio del 1917 il tenente Mario Bernardi pilotò un "Pomilio P.C.1" trasportando 200 kg di corrispondenza da Torino a Roma. L'episodio, noto come "Primo esperimento di posta aerea", fu motivo di stampa del primo francobollo al mondo appositamente emesso per la posta aerea. Il valore stampato in 200.000 esemplari, fu ottenuto sovrastampando il 25 c. rosa emesso per la posta espressa con la scritta "ESPERIMENTO DI POSTA AEREA MAGGIO 1917 TORINO-ROMA ROMA-TORINO". L'aeroplano montava un motore da 200 hp che consentiva il raggiungimento di una velocità di 180 km orari. Oltre che normale corrispondenza il volo portava anche 100 copie del quotidiano "La Stampa". Percorse in 4 ore e 3 minuti la distanza di 600 km che separava le due città.
Il 17 marzo 1920 avvenne il primo collegamento aero postale con la Grecia. Le tappe di volo furono Brindisi, Atene, Creta e ritorno. Furono utilizzati due idrovolanti S13 della Marina Militare. In 4 ore e 30 minuti venne compiuta la prima tappa. Prima di ammarare fu eseguito un lancio di manifestini su Atene redatti nelle due lingue di interesse. La corrispondenza venne annullata con speciali timbri composti da quattro righe con la scritta "POSTA AEREA ATENE ENAEPION TAXYAPOMEION AOHNAI". Successivamente fu scoperto che nessuna delle autorità preposte aveva autorizzato l'uso dell'annullo.
Nel 1922 fu previsto di collegare per via aerea Roma e Costantinopoli. Le autorità consolari fecero allestire un francobollo sovrastampando litograficamente un valore da 25 c. usato per la posta espressa. La sovrastampa prevedeva la riproduzione di un aeroplano sormontato dalla scritta "servizio postale aereo" e la correzione dei centesimi in 15 piastre. Ma l'iniziativa venne annullata ed i francobolli predisposti furono distrutti. Dalla distruzione si salvarono, per circostanze ancora non chiarite, solo cinque esemplari già messi in circolazione. Attualmente costituiscono i più rari francobolli mai emessi in Italia.
Nel 1926 Umberto Nobile fu il primo uomo a sorvolare il Polo Nord a bordo del dirigibile Norge partito dall'aeroporto di Ciampino il 10 aprile dello stesso anno. Con lui era l'esploratore norvegese Roald Amundsen. Dopo un volo di 5.300 km ed il passaggio sul Polo atterrò in Alaska il 13 maggio. Sul dirigibile erano stati trasportati degli aerogrammi affrancati con valori di posta ordinaria ed una speciale etichetta riproducente il dirigibile sotto la scritta "Volo Transpolare 1926".
Nel 1927 il marchese Francesco De Pinedo insieme al maggiore Carlo del Prete, in un periodo compreso tra l'8 febbraio ed il 25 giugno compì una crociera aerea nota con il nome "Raid De Pinedo". Per il volo vennero usati idrovolanti Savoia-Marchetti S.55 ribattezzati "Santa Maria". Alla fine del raid vennero percorsi ben 43.820 km in 279 ore di volo e nelle quarantaquattro tappe effettuate vi fu la produzione di numerosi oggetti di particolare interesse per l'aerofilia e per la filatelia in genere. Il più ricercato è senza dubbio il francobollo emesso da Terranova il 18 maggio per accompagnare 2 kg di posta affidata a Trepassy. Fu scelto un valore da 60 c. nero stampato dalla American Bank Note Co. in 3 fogli da cento esemplari su cui fu apposta una sovrastampa in rosso con la dicitura "AIR MAIL DE PINEDO 1927"
Il 17 dicembre 1930 il generale Italo Balbo guidò il primo volo transatlantico in formazione di stormo. Per l'occasione le Poste Italiane emisero un francobollo speciale da 7,70 £. che non venne venduto al pubblico prima della partenza della Crociera ma nel solo giorno del 27 giugno dall'ufficio postale filatelico di Roma. Gli aerogrammi sono quasi tutti firmati da Balbo e corredati di apposito timbro ovale con la scritta "PRIMO VOLO TRANSATLANTICO IN FORMAZIONE DI STORMO". Il volo suddiviso in 7 tappe portava la squadriglia da Orbetello a Rio de Janeiro dove, dopo 10.400 km, gli aerei vennero donati all'aviazione brasiliana ed i piloti fatti rientrare via mare.
Il 1º luglio del 1933 Balbo guidò la Crociera aerea del Decennale, organizzata per commemorare il primo decennio di costituzione della Regia Aeronautica. Per l'occasione venne emesso un apposito francobollo che prende il nome di "Trittico della crociera nord-atlantica". Parteciparono al volo 25 idrovolanti che partirono da Orbetello ed atterrarono a Chicago durante l'Esposizione Universale. Successivamente compirono il volo di ritorno atterrando al Lido di Ostia il 12 agosto. L'impresa ebbe un fortissimo impatto positivo sull'opinione pubblica mondiale. I due voli trasportarono una considerevole quantità di differenti aerogrammi oggetti di appassionato studio e ricerca da parte dei collezionisti.

La serie emessa nel 1934 per il volo Roma-Mogadiscio

Il 10 ottobre del 1934 l'ingegnere tedesco Gerard Zucker guidò il primo esperimento italiano di trasporto postale su razzo. Gli aerogrammi trasportati ricevettero una speciale etichetta in aggiunta alla normale affrancatura. Sull'etichetta si leggeva: "ESPERIMENTI DI POSTA PER RAZZO ESPRESSO 1934 TRIESTE OTTOBRE"
Il 10 novembre 1934 dal pilota Francis Lombardi fu effettuato un volo speciale Roma-Mogadiscio usando un apparecchio SIAI Marchetti S71. Il volo fu promosso dall'Ente Autonomo Fiere di Tripoli per commemorare il 65º genetliaco del Re Vittorio Emanuele III che era in visita ufficiale in Somalia. Il percorso di 5.970 km venne coperto in 28 ore e 30 minuti. La posta trasportata fu affrancata con appositi francobolli che raffiguravano in vignetta l'effigie del Re. Tra le emissioni si annovera quella del valore riservato al servizio di stato che riportava stampigliato in oro una coroncina dalla quale prese il nome con cui è noto tra i collezionisti.
Il 3 dicembre 1935 fu inaugurata la linea aerea per l'Africa Orientale Italiana ad opera della compagnia Ala Littoria. Le tappe possibili furono: Roma, Tripoli, Bengasi, Sollum, Alessandria d'Egitto, Assiut, Assuan, Wadi Halfa, Atbara, Khartoum, Kassala, Asmara, Assab, Gibuti, Berbera, Rocca Littorio e Mogadiscio. I voli trasportavano anche la posta aerea proveniente o diretta da Vaticano ed alla Repubblica di San Marino. Vennero così prodotti 67 differenti tipologie di aerogrammi.
Il 30 novembre del 1941 il pilota Mario De Bernardi con l'aereo a reazione "Campini-Caproni nº 1", coprì la tratta Milano-Guidonia in circa due ore trasportando con sé alcuni aerogrammi annullati con appositi timbri tondi. Fu il primo trasporto di posta aerea con velivolo a reazione e l'impresa suscitò uno scalpore tale che 33 stati si complimentarono con il governo italiano.